# Хаджибей (роман)
Хаджибе́й — роман-трилогия писателя Юрия Трусова о событиях, происходивших в Северном Причерноморье в конце XVIII и в первой четверти XIX столетия. В романе также рассказывается о первых десятилетиях существования города Одесса. Роман состоит из 3 частей: «Падение Хаджибея», «Утро Одессы», «Каменное море».
В предисловии к 4 изданию романа «Хаджибей», Одесса, «Маяк», 1970, поэт Иван Рядченко писал «Трилогия Юрия Трусова многими своими достоинствами выходит за пределы местного патриотизма. Убежден, что с её появления в свет стрелка на весах отечественной исторической литературы заметно покачнется, отмечая добросовестность и нужность большого многолетнего труда»
При жизни автора роман переиздавался 8 раз общим тиражом около 400 000 экземпляров.

## Сюжет
События первых двух частей романа происходят более двух веков назад, в годы борьбы Российской империи  за освобождение Причерноморского края от многовекового ига султанской Турции. В третьей части трилогии продолжается повествование о строительстве Одессы , об участии черноморцев в войне с Наполеоном, о пребывании Пушкина в Одессе...
«С первых страниц роман захватывает, —писал московский поэт Алексей Марков, — Мы видим красивого и гордого казака Кондрата Хурделицу, закованного в цепи …. Ощущаем душевную несгибаемость человека, который вот уже полгода томится в панской темнице, но не позволяет сбрить свой оселедец — символ казачьей воли—, превратить себя в холопа.
Пример Кондрата пробуждает умершую было тягу к свободе у гайдука пана, бывшего запорожца Семена Чухрая. И вот казаки на свободе.
Начинается целая цепь приключений — увлекательных и героических. Судьба бросает героев книги в татарские степи, к стенам старой крепости Хаджибей, в Молдавию. Действие происходит в лагере Суворова под Измаилом и в гареме двухбунчужного паши, в старой кофейне и в катакомбах... Побеги, похищения, убийства, предательство... И все же это не просто приключенческий роман. В нем раскрыты разнообразные и интересные характеры людей того героического времени, людей, руками которых творилась история».
В романе действуют сотни  персонажей разных по национальности, общественному положению. Среди них встречаются и реальные исторические лица, такие как А.В.Суворов, вице-адмирал де Рибас, дюк де Ришельё, М. И.Кутузов, граф Воронцов, декабристы Пестель и Раевский, молодой Пушкин и многие другие. Главный герой произведения — Кондрат Хурделица, прообразом которого послужил есаул войска черноморских казаков Кондратий Табанец.
Автор расскажет Вам о первых поселенцах на освобожденной от турок земле, о том, как закладывался первый камень в фундамент будущей Одессы, как развивался город и порт, как промышляли контрабандисты и как в Одессе свирепствовала чума, о тайном греческом обществе "Филики Этерия", о Пушкине, декабристах и о многом другом, что происходило на Юге Украины в это героическое время.
Алексей Марков писал: «В обрисовке характеров героев на помощь автору приходит многообразие родного языка. Книга читается очень легко, не режут ухо неологизмы и обороты или нарочитая стилизация. Каждому из героев присущ свой язык. И дело не только в том, что Суворов употребляет знаменитое «помилуй бог», не в том, что старец Авраамий в Килийском храме пользуется церковнославянскими оборотами, а Тышевский ругается на польский лад «Хамово быдло, пся крев...». Речь каждого персонажа отвечает его характеру, положению и биографии.                                                              Большое сопротивление материала пришлось преодолеть Юрию Трусову в батальных сценах романа. Их множество — стычки с ордынцами и турками, осада и взятие Хаджибея, бой за Килию, битва под Измаилом. Но автор умеет показать битву как бы с разных позиций, глазами разных людей. Каждая такая сцена, будь-то мелкая стычка с ордынцами в Дальницком хуторе, где были осаждены казаки, и грандиозная панорама Измаильского сражения со многими действующими лицами — волнуют, заставляют гордиться беспримерным мужеством наших воинов».

## Связанные произведения
Повесть «Зелёная ветвь», также Юрия Трусова, является продолжением исторической трилогии «Хаджибей», совпадая при этом по хронологии с третьей частью романа, хотя может быть вполне самостоятельным произведением. В ней автор рассказывает о борьбе греков за независимость против османских завоевателей в годы Греческой революции в 1820-е годы XIX века.